# Hamipterus
Hamipterus (il cui nome significa "ala del bacino Hami") è un genere estinto di pterosauro ornithocheirode vissuto nel Cretaceo inferiore, circa 120 milioni di anni fa (Aptiano), in quella che oggi è la Cina nordoccidentale. Il genere contiene una singola specie, ossia Hamipterus tianshanensis.

## Descrizione
Il cranio dell'Hamipterus è piuttosto lungo, stretto e conico con la punta del muso sia inferiore sia superiore simile a pinze. Sulla parte superiore del cranio era presente una lunga cresta ossea che si proiettava in avanti correndo per quasi tutta la lunghezza del cranio, fermandosi e ingrandendosi maggiormente verso la punta del muso. I denti sono ampiamente distanziati e conici, e le file di denti si estendono per quasi tutta la lunghezza delle fauci. Negli esemplari più completi il cranio misura circa 30 centimetri (11,8 pollici), tuttavia gli esemplari più grandi ma più incompleti possedevano un cranio di 40 centimetri (16 pollici). Il resto dello scheletro è interamente noto, ma brevemente descritto. Tra i vari esemplari rinvenuti, il più grande di essi possedeva un'apertura alare di 3,50 metri (11,5 piedi).
Tra i vari esemplari scoperti, si possono distinguere due principali categorie, classificabili per la forma e le dimensioni della cresta cranica. Nella categoria con la cresta più piccola, la cresta comincia dopo il sesto dente, raddoppiando l'altezza del muso. Nella categoria con la cresta più grande, invece, la cresta comincia prima, raddoppiando l'altezza del muso, oltre a possedere un bordo di punta a ricciolo in avanti. Entrambi i tipi di cresta sono decorati con scanalature curve e creste orientate verticalmente per tutta la loro lunghezza, sebbene queste decorazioni siano ben più evidenti negli esemplari dalla cresta più grande. Wang e colleghi ritengono che le variazioni nei tipi di cresta sia indicativa del dimorfismo sessuale. Gli esemplari con la cresta più grande sono probabilmente maschi mentre gli esemplari dalla cresta più piccolo sono femmine. Wang et al. hanno considerato e scartato le due spiegazioni alternative per i vari tipi di cresta, ossia l'ontogenesi e la variazione individuale. Tuttavia, Wang et al. hanno notato che queste due categorie classificano esemplari di dimensioni simili, quindi è improbabile che i due tipi di cresta possano rappresentare le varie fasi di crescita dell'animale. Inoltre, non ci sono creste di media misura, quindi è improbabile che essi rappresentassero variazioni all'interno di una popolazione.
Lo stesso luogo che ha restituito i vari esemplari, ha restituito anche 5 uova tra i resti scheletrici. Questa scoperta rappresenta la più grande concentrazione di uova di pterosauro ritrovate finora. Le uova sono di circa 6 centimetri (2,5 pollici) di lunghezza per 2,5-3.0 centimetri di diametro; circa la stessa lunghezza di un uovo di pollo, ma molto più sottile. Come altri pterosauri e molti altri rettili, e a differenza di quelle di dinosauri e uccelli, le uova dell'Hamipterus avevano un guscio molle e pieghevole.

## Classificazione

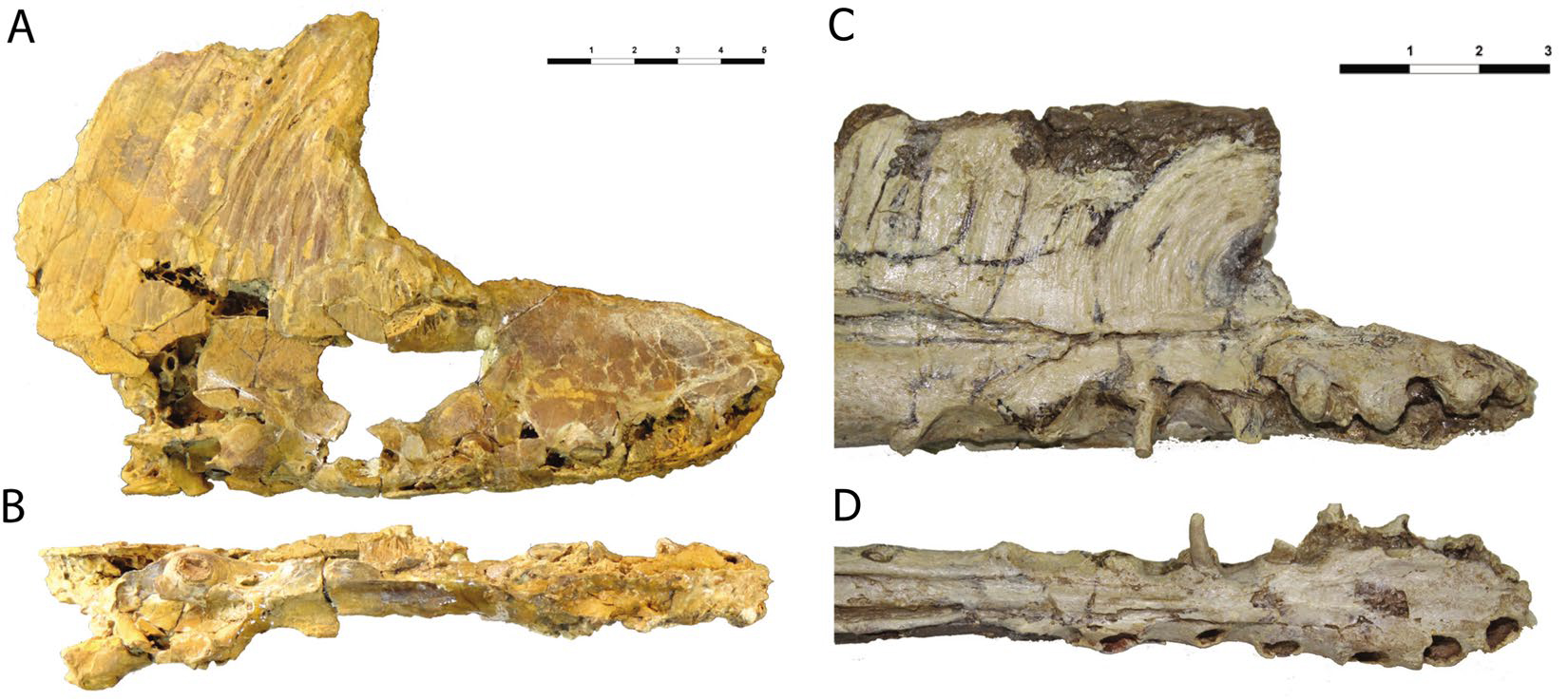
Confronto tra il muso di Iberodactylus e Hamipterus

Quando fu descritto per la prima volta da Wang e colleghi, l'Hamipterus è stato classificato nella linea degli ornithocheirodea, imparentato quindi con boreopteridi, istiodactilidi e ornithocheiridi. Tutte queste famiglie possedevano lunghe fauci armate di denti, e soprattutto ali lunghe e strette. Sulla base di caratteristiche come i denti conici e le fauci strette, l'Hamipterus è stato avvicinato agli ornithocheiridi, come Ornithocheirus e Anhanguera. Sebbene vivesse nell'entroterra, si pensa comunque che l'Hamipterus fosse un animale piscivoro che cacciava nei laghi dell'entroterra.
Tuttavia, la descrizione di Iberodactylus nel 2019, ha permesso di identificare Hamipterus come sister taxon di Iberodactylus, formando con lui il clade Hamipteridae.

## Storia della scoperta
Nel 2006, dalla regione di Hami nello Xinjiang, è stata riportata una Konservat-Lagerstätte, in questo caso sedimenti lacustri che consentono una conservazione eccezionale dei fossili. Lo stesso anno, Qiu Zhanxiang e Wang Banyue iniziarono gli scavi ufficiali nell'area. Una parte dei reperti consisteva in dense concentrazioni di ossa di pterosauro, associate a tessuti molli e uova. Il sito rappresentava una colonia di nidificazione che le inondazioni avevano coperto di fango. Le lastre hanno fornito dozzine di individui secondo un totale stimato nel 2014, ma che potrebbe crescere fino al centinaio.
Nel 2014, la specie tipo Hamipterus tianshanensis è stata nominata e descritta da Wang Xiaolin, Alexander Kellner, Jiang Shunxing, Wang Qiang, Ma Yingxia, Yahefujiang Paidoula, Cheng Xin, Taissa Rodrigues, Meng Xi, Zhang Jialiang, Li Ning e Zhou Zhonghe. Il nome generico, Hamipterus, combina quello il nome della regione Hami con la parola greco latinizzata πτερόν/pteron ossia "ala". Il nome specifico, tianshanensis si riferisce alla provenienza dal Tian Shan, una catena montuosa.
L'olotipo, IVPP V18931.1, è stato ritrovato in uno strato del Gruppo Tugulu risalente al Cretaceo inferiore. Consiste in un cranio, probabilmente di un esemplare femmina. Il paratipo è l'esemplare IVPP V18935.1, rappresentato da un cranio di un individuo maschio. Il numero di inventario IVPP V18931 non appartiene ad un singolo scheletro, ma ad un blocco contenente varie ossa di individui diversi. Undici di questi blocchi sono stati catalogati nel 2014, con numero di IVPP da V18931 a V18941. Insieme, comprendono i resti di almeno 40 animali, che comprendono sia ossa che resti di tessuti molli, come le guaine di cheratina delle creste craniche. Eccezionalmente per i fossili di pterosauro, le ossa non si sono schiacciate durante la fossilizzazione, ma si sono conservate tridimensionalmente in buone condizioni. Sono state ritrovate anche cinque uova non schiacciate. I reperti del 2014 rappresentato la più grande concentrazione nota di fossili di pterosauro, ad eccezione delle colonie di nidi di Pterodaustro in Argentina.

## Paleobiologia
Il gran numero di individui ritrovati ha permesso la ricostruzione dell'ontogenesi della specie, mostrando come gli individui si sono sviluppati attraverso la crescita. Gli animali più grandi presentano una serie di cambiamenti. Le punte dei loro musi diventano relativamente più larghe. La cresta sul muso diventa più robusta e a sua base si allarga verso la parte anteriore, iniziando dal livello del quinto dente invece che dal sesto. Il modello di solchi sulla cresta diventa più prominente. Anche la punta del muso inizia a raddrizzarsi in vista laterale, non più curvando verso l'alto. Anche la scanalatura nel dentario si approfondisce e si allunga. Tuttavia, il numero di denti non cambia durante la crescita, così come il grado di fusione nella sinfisi delle mascelle inferiori, o la forma dello scheletro postcraniale, per quanto è possibile accertare, dato che gli elementi postcraniali non erano ancora stati trovati articolati.
È stato possibile anche identificare un chiaro dimorfismo sessuale, con gli esemplari più grandi che presentavano creste più grandi identificati come maschi, mentre gli individui più piccoli erano femmine e presentavano creste più piccole. Ciò confuta l'ipotesi che negli pterosauri, solo i maschi possedessero creste.

### Tafonomia
I fossili dell'Hamipterussono stati ritrovati negli antichi depositi di un lago, al centro di una valle a forma tectonica. Gli strati specifici in cui sono state scoperte le ossa sono un tipo di deposito sedimentario noto come tempestite. I depositi di tempestite sono molto distintivi e sono formati da fanghi associati a piogge molto forti. Wang e colleghi hanno ipotizzato che il bonebed di Hamipterus si sia formato quando un terreno di nidificazione vicino ad un lago (o in una piccola isola) è stato travolto da una violenta colata di fango causata da una tempesta. Questa colata uccise dozzine se non centinaia di individui e ne ha sommerso i nidi.
Successivamente nello stesso sito sono state recuperate un accumulo di centinaia di uova (alcune delle quali contenevano anche resti embrionali). Wang et al. (2017), ha interpretato la scoperta come una prova della nidificazione in colonie degli pterosauri. Wang ha inoltre ipotizzato che questo sito indichi che gli pterosauri attuavano effettivamente un certo grado di cure parentali, e sostengono che i pulcini potrebbero essere stati incapaci di volare alla nascita e non essere precoci come si pensava in precedenza.